# غاري سوير
غاري سوير (بالإنجليزية: Gary Sawyer)‏ (و. 1985  م) هو لاعب كرة قدم، من المملكة المتحدة، مركز لعبه هو مُدَافِع.

## روابط خارجية
- غاري سوير على موقع قاعدة بيانات كرة القدم.إي يو (الإنجليزية)
- غاري سوير على موقع Soccerbase.com (لاعب) (الإنجليزية)
- غاري سوير على موقع Soccerway.com (الإنجليزية)